# 大谷山22號墳
大谷山22號墳（日语：／ Ōtaniyamanijūnigōfun）是位於日本和歌山縣和歌山市岩橋、鳴神一座前方後圓墳，屬於日本國特別史跡岩橋千塚古墳群。

## 概要
古墳位處於和歌山縣西北部，紀之川河口的和歌山平野的岩橋山塊，在岩橋千塚古墳群中的西北面。古墳是前方後圓墳，前方部分朝西北偏西。墳丘建於盾形基壇之上，有兩層，長約68米，為和歌山縣內規模第5大的古墳。墳丘表面未有發現葺石，但是發現了圓筒埴輪列、朝顏形埴輪、形象埴輪（盾形、蓋形、人形和動物形埴輪）。其中，由於圓筒埴輪同時存在IV群系（紀伊型）和V群系（畿內型）而受到注目。墳丘的中間部分也建有造出。主體部分墓室位於後圓部分，為兩袖式橫穴式石室，全長7.8米。石室的玄室內有石棚和石梁，屬於岩橋千塚古墳群內常見的岩橋型橫穴式石室。另外，除了埴輪外，古墳也出土了土器（須惠器（MT15-KT10型式期）、土師器和彌生土器）。由此推測，古墳建於古墳時代後期（約6世紀前半）。
1966年，和歌山市教育委員會與關西大學一同進行了測量調查、石室內部調查和墳丘考古調查。2014年，和歌山縣教育委員會進行了測量調查和墳丘考古調查。2016年，古墳獲追加指定至日本國特別史跡「岩橋千塚古墳群」的範圍內。

## 構造
古墳規模如下。
- 墳丘長：約70米
- 基壇：盾形。
  - 長：約80米
  - 高：約4米
- 後圓部分
  - 直徑：第一層為34.5-36.5米（接近楕圓形）、第2層為24.5-27.5米（楕圓形）
  - 高：第一層約2.9米、第2層約5.1米
- 前方部分：
  - 長：第1層約32米、第2層約30.0米

部分岩盤在墳丘建造時可能已經呈可見狀態。

## 外部連結
- - 國指定文化財等數據庫（日語）
- 大谷山22号墳（遺跡） （页面存档备份，存于）
- 大谷山22号墳（文化財） （页面存档备份，存于）